# TEL・TELスタジアム
『TEL・TELスタジアム』（テルテルスタジアム）は、1990年10月21日にサンソフトから発売されたメガドライブ用のシミュレーション系野球ゲーム。メガモデムを使い電話で通信対戦ができた。チームエディットでは、選手の能力を上下できるが、ランダムな面がある。

## 登場キャラクター

### 球団
ドラスティックス
- 中日ドラゴンズがモデル。監督はせいうち、コーチはえだいち。

ギャリアッツ
- 読売ジャイアンツがモデル。監督はもっとし、コーチはこどんあ。

スパイラルス
- ヤクルトスワローズがモデル。監督はのうむ、コーチはやすだけ。

カーブス
- 広島東洋カープがモデル。監督はこうじし、コーチはおおちた。

ホワイルズ
- 横浜大洋ホエールズがモデル。監督はずんどう、コーチはおすぎ。

トリガース
- 阪神タイガースがモデル。監督はむらなか、コーチはこわとう。

ライラックス
- 西武ライオンズがモデル。監督はもるもさ、コーチはくろれ。

バックルス
- 近鉄バファローズがモデル。監督はぎょうぎ、コーチはなかみし。

フューチャーズ
- 日本ハムファイターズがモデル。監督はざたお、コーチはこんどか。

ブリンクス
- オリックス・ブレーブスがモデル。監督はうえさん、コーチはふみとも。

ホープス
- 福岡ダイエーホークスがモデル。監督はでぶち、コーチはくだろ。

オプションズ
- ロッテオリオンズがモデル。監督はかねごん、コーチはとくたこ。

ジュニアーズ
- リトルリーグがモチーフで弱い。選手名は都道府県。監督はカケプくん、コーチはこのみ。

アイドルス
- 当時の女性アイドル・バラドルチーム。弱めのチームだが、せーこママ・きょんしぃ等そこそこの能力を持つ選手もいる。監督はくにたん、コーチはりりえ。選手の中にはキューチー、ようこそ、ポアトレン、まかだみあ、がみかおりがいる。また、画面では男性になっている。

ベジタルス
- 野菜のチームで、監督はトトチャン、コーチはたまねぎ。バントの上手い選手が多いが、その他の能力は低い。

カミガタース
- 吉本興業の芸人（発売当時は吉本の所属で無い芸人も数名いる）で統一。監督はいわし（四番・三塁手も兼任）、コーチはがんへい。使える選手と使えない選手の差がある上、スタミナが無い。

たけしぐん
- たけし軍団やビートたけしの番組の共演者（しょせん・しょいち・しょうに等）のチーム。監督はとの（三番・三塁手も兼任）、コーチはきよし。投手力はいいが、攻撃・守備とも弱い。

すもうべや
- 相撲取りのチームで、鈍足だが長打力はあり、投手は球質がある。監督はあさじお、コーチはわかもはな。

レスラーズ
- プロレスラーチーム。チャンス強さがあるが、守備はいまいち。だが、エース級のフンセン等投手力がいい。監督はあのき（四番で外野手も兼任）、コーチはきたお。

エキサイツ
- 特撮ヒーローチーム。アンバランスなチーム。監督はノリジャー、コーチはパットマン。

ヤフーズ
- 強面や悪役タレント、武勇伝の有るタレントやさんおくなどの犯罪者で統一。強肩の野手と、そこそこ使えるリリーフ投手が特徴。監督はランポー、コーチはみちみち。やなが投手陣にいる。

オリンピース
- ソウルオリンピックの各競技の選手で統一。監督はみかこ、コーチはもりすえ。ルイース、ジョイナ、ベーン、せこっ、イカンガとマラソンランナーが多いからか、俊足のチームで、四番捕手のさいとおのみ鈍足だが強肩強打者。エースはアポット、何故かソウルオリンピックに出ていないみどりがリリーフにいる。

こうやれん
- 高校野球の名門校で統一。全チーム中人数が少なく、15人しかいない。監督はおー！！、コーチはつた。

アニメイツ
- アニメイトとは無関係。監督はみずしま、コーチはあだち。『ファミスタシリーズ』（1986年 - ）のアニメスターズ系統。

サミッツ
- ゴル、プッシュ、サッチャン、カクエー等当時の各国首相・政治家で構成。監督はロン、コーチはパウロー。投手と守備が一流。攻撃面が弱い。

ユニオンズ
- にーさん、こうかんなど社会人野球の名門の会社名で統一。なぜか監督はミスター、コーチはサブマリン。控えの野手の方が能力が高い。

リザーブス
- 外国人選手OBチーム。現実ではあまり活躍できなかった一部の外国人選手の能力が、意外と高くなっている。監督はパース（控えの内野手も兼任）、コーチはマーチャン。

ネスターズ
- OBチーム。監督はべっそ、コーチはどばちゃん。投手の球速と、野手の走力と各選手のスタミナ以外はトップレベル。

メジャース
- 1990年当時のメジャーリーグ球団の選手で構成されたチーム。監督はアンダソン、コーチはピートロ。

クェスチョンズ
- 製作者チームで反則的な強さを誇る。監督はよしだ、コーチはおおの。何故かリリーフ投手に『超惑星戦記 メタファイト』（1988年）の主人公・ケインの名前がある。

## スタッフ
- マネージャー：CHO MUSOU
- ゲーム・プログラマー：A・T（竹内昭人）、HAC.F（ふじいひろかつ）、メ メ、MRS.ANDO（あんどうはつえ）
- グラフィック・デザイナー：AKIRA、AME
- サウンド・プログラマー：ABOUT.SS（瀬谷辰宇）
- サウンド・コンポーザー：VIAL MUSIC
- スペシャル・サンクス：MEDIA SYS、SEGA、MR.KAWABE（かわべよしたか）、DON-GAVACHO（こまだよしあき）、のぶゆきくん（原伸幸）、SAKURA、のりおくん、サリー

## 評価
- ゲーム誌『ファミコン通信』の「クロスレビュー」では合計26点（満40点）となっている[2]。

- メガドライブFANの読者投票による「ゲーム通信簿」での評価は以下の通りとなっており、15.78点（満30点）となっている[1]。

| 項目 | キャラクタ | 音楽 | 操作性 | 熱中度 | お買得度 | オリジナリティ | 総合  |
| 得点 | 2.74       | 2.50 | 2.58   | 2.52   | 2.42     | 3.02           | 15.78 |

- ゲーム本『メガドライブ大全』（2004年、太田出版）では、「基本はコンピュータの指示のもと自動的に試合が進んでいくので、テンポよく試合を進めていくことができるのも特徴。いまだに通信対戦したくなる1本」と評している[3]。